# تعلیق ناباوری
تعلیق ناباوری (به انگلیسی: suspension of disbelief) یک اصطلاح در مطالعات ادبی و سینمایی است که در آن مخاطب یک متن دیداری، نوشتاری یا شنیداری به‌صورت ارادی ناباوری خود را کنار می‌گذارد تا بتواند با جهان متن هم‌آوایی کند. این اصطلاح را اولین بار فیلسوف و شاعر زیبایی‌شناس انگلیسی سمیوئل تیلور کولریج در سال ۱۸۱۷ ضرب کرد. ما می‌دانیم که داریم نمایشی از یک فیلم تخیلی را می‌بینیم، اما به راحتی این جهان را به همان صورتی که ارائه می‌شود، به همراه قواعد، شخصیت‌ها و خطوط پیرنگی آن، می‌پذیریم.
جی. آر. آر. تالکین در مقالهٔ «در باب قصه‌های پریان» به ماهیت «باورِ ادبی»، یا به گفتهٔ خودش «باور ثانویه» می‌پردازد. او در بررسی و ارتقای فرمول کولریج، یعنی «تعلیق ارادیِ ناباوری»، می‌گوید «داستان‌پرداز یک «خُردخالق» موفق است. او جهانی ثانوی خلق می‌کند تا ذهن شما وارد آن شود. در بطن این جهان، هرچه او تعریف کند، «حقیقت» است: به عبارت دیگر، با قوانین آن جهان سازگار است. در نتیجه شما تا زمانی که در بطن آن جهان هستید، آن داستان را باور می‌کنید و به‌محض این‌که ناباوری ایجاد شود، این سحر از بین می‌رود؛ یعنی این جادو، یا هنر، شکست می‌خورد. در این صورت شما دوباره به جهان اولیه بازمی‌گردید و از بیرون به این جهان ثانویِ نافرجام می‌نگرید». تعلیق ناباوری شاید برای «جستجوی محسنات در اثری هنری که از نظر ما شکست‌خورده» ضروری باشد، اما برای خوانندگانی که حقیقتاً «آن قصه را دوست دارند» این امر غیرضروری است: «آنان نیازی ندارند ناباوری را تعلیق کنند؛ بلکه آنان این امور را باور می‌کنند».